# Missionskyrkan i Finland
Missionskyrkan i Finland är en svenskspråkig frikyrka i Finland. Samfundet bildades av föreningen Fria Missionsförbundet år 2004. Samfundet är präglat av influenser från såväl pingströrelsen, metodismen, baptismen som också den evangelisk-lutherska kyrkan och karakteriseras således också av strävan efter ekumenik.

## Historia
Fria Missionsförbundets rötter går ända till de stora folkväckelsernas tid i Finland i slutet av 1800-talet. Den växande kritiken mot centralstyret inom statskyrkan ledde till att väckelserörelsernas relationer till kyrkan tidvis var kyliga. I början av 1900-talet, då Finland blivit självständigt och fått en ny religionsfrihetslag, blev det lättare att grunda religiösa samfund vid sidan om Evangelisk-lutherska kyrkan i Finland och Finlands ortodoxa kyrka.
Fria Missionen bildades i Helsingfors 1889 och delades 1921 på språklig grund i en svensk del Fria Missionsförbundet rf (registrerad som förening för enklare administration) och finsk, Suomen Vapaakirkko (registrerad som kyrkosamfund). 2003 bildade Fria Missionsförbundet samfundet Missionskyrkan i Finland till vilket Missionsförbundets verksamhet överfördes den 1 januari 2007.

## Trosuppfattningar
Missionskyrkan i Finland har inte formulerat någon egen trosbekännelse och har inga egna bekännelseskrifter, så som till exempel lutherska kyrkor har Konkordieboken. Däremot framhåller Missionskyrkan att Bibeln är Guds Ord och som sådant ofelbart. Bibeln bör användas som rättesnöre för lära och liv. Samfundet erkänner också de tre ekumeniska trosbekännelserna (apostoliska trosbekännelsen, nicaenska trosbekännelsen och athanasianska trosbekännelsen) som korrekta beskrivningar av den kristna läran.

## Organisation och församlingar
Missionskyrkan i Finland betonar den enskilda församlingens frihet att bestämma över sina egna angelägenheter, speciellt ekonomi och verksamhet. Samfundet vill vara en sammanbindande organisation mellan församlingarna. Det främsta beslutsfattande organet inom samfundet är årsmötet.
Barn- och ungdomsarbetet inom Missionskyrkan i Finland sker genom föreningen Missionskyrkans ungdom (FMU).
Till Missionskyrkan i Finland hör 17 församlingar på följande orter:
- Billnäs
- Borgå
- Ekenäs
- Helsingfors
- Jakobstad
- Kronoby
- Kvevlax
- Mariehamn
- Nykarleby
- Närpes
- Sibbo
- Sundom
- Vasa
- Vörå
- Yttermark
- Åbo
- Övermark